# Сен-Кантен-1 (кантон)
Сен-Кантен-1 (фр. Saint-Quentin-1) — кантон во Франции, находится в регионе О-де-Франс, департамент Эна. Входит в состав округа Сен-Кантен.

## История
Кантон образован в результате реформы 2015 года. В него вошли упраздненные кантоны Верман и Сен-Кантен-Центр.

## Состав кантона с 22 марта 2015 года
В состав кантона входят коммуны (население по данным Национального института статистики за 2018 г.):
- Аттийи — население 359 чел.
- Бовуа-ан-Вермандуа — население 260 чел.
- Вандель — население 116 чел.
- Верман — население 1 097 чел.
- Во-ан-Вермандуа — население 156 чел.
- Грикур — население 966 чел.
- Души — население 163 чел.
- Жанкур — население 269 чел.
- Жермен — население 81 чел.
- Коленкур — население 145 чел.
- Ланши — население 37 чел.
- Ле-Вергье — население 220 чел.
- Месми — население 238 чел.
- Ольнон — население 1 375 чел.
- Понтрю — население 258 чел.
- Понтрюэ — население 348 чел.
- Рупи — население 235 чел.
- Сави — население 607 чел.
- Сен-Кантен (западные и центральные кварталы) — население 19 379 чел.
- Трефкон — население 85 чел.
- Фейе — население 667 чел.
- Флюкьер — население 220 чел.
- Форест — население 164 чел.
- Франсийи-Селанси — население 505 чел.
- Этрейе — население 1 203 чел.

## Политика
На президентских выборах 2022 г. жители кантона отдали в 1-м туре Марин Ле Пен 33,5 % голосов против 25,2 % у Эмманюэля Макрона и 17,2 % у Жана-Люка Меланшона; во 2-м туре в кантоне победила Ле Пен, получившая 52,6 % голосов. (2017 год. 1 тур: Марин Ле Пен – 30,1 %, Эмманюэль Макрон – 20,8 %, Франсуа Фийон – 18,7 %, Жан-Люк Меланшон – 17,6 %; 2 тур: Макрон – 54,5 %. 2012 год. 1 тур: Франсуа Олланд — 28,2 %, Николя Саркози — 26,8 %, Марин Ле Пен — 23,4 %; 2 тур: Олланд — 51,6 %).
С 2021 года кантон в Совете департамента Эна представляют член городского совета Сен-Кантена Колетт Блерио (Colette Blériot) и мэр коммуны Понтрюэ Жан-Пьер Локе (Jean-Pierre Locquet) (оба — Республиканцы).
|                | Кандидаты                       | Партия                   | Первый тур | Первый тур     | Второй тур | Второй тур |
| Кол-во голосов | Кандидаты                       | Партия                   | % голосов  | Кол-во голосов | % голосов  |            |
| -------------- | ------------------------------- | ------------------------ | ---------- | -------------- | ---------- | ---------- |
|                | Колетт Блерио Жан-Пьер Локе     | Республиканцы            | 2 865      | 44,60          | 4 542      | 71,39      |
|                | Изабель Деккер Люк Темплье      | Национальное объединение | 1 630      | 25,37          | 1 820      | 28,61      |
|                | Вильям Бусенна Мари Элен Жанжан | Вперёд, Республика!      | 824        | 12,83          |            |            |
|                | Кристель Лефевр Дуси Лоран Эли  | Разные левые             | 699        | 10,88          |            |            |
|                | Коринн Бекур Готье Дюко         | Коммунистическая партия  | 406        | 6,32           |            |            |

|                | Кандидаты                      | Партия                  | Первый тур | Первый тур     | Второй тур | Второй тур |
| Кол-во голосов | Кандидаты                      | Партия                  | % голосов  | Кол-во голосов | % голосов  |            |
| -------------- | ------------------------------ | ----------------------- | ---------- | -------------- | ---------- | ---------- |
|                | Колетт Блерио Жан-Пьер Бонифас | Правый блок             | 3 738      | 39,79          | 5 499      | 59,24      |
|                | Кристин Ледоре Бенуа Сайяр     | Национальный фронт      | 3 459      | 36,82          | 3 784      | 40,76      |
|                | Жан-Пьер Ланкон Валери Минуфле | Левый блок              | 1 628      | 17,33          |            |            |
|                | Коринн Бекур Готье Дюко        | Коммунистическая партия | 569        | 6,06           |            |            |